# Spettroscopia ESCA
La spettroscopia ESCA o spettroscopia elettronica per analisi chimiche o spettroscopia elettronica per applicazioni chimiche, indicata con l'acronimo inglese ESCA (da electron spectroscopy for chemical analysis o electron spectroscopy for chemical applications), è un insieme di tecniche di spettroscopia fotoelettronica utilizzata per sondare le superfici dei materiali.
Le tecniche ESCA sono:
- Spettroscopia fotoelettronica a raggi X (XPS)
- Spettroscopia fotoelettronica ultravioletta (UPS)